# Romana Didulo
Romana Didulo és una influencer canadenca, pretendent al tron i teòrica de la conspiració que es va proclamar la reina del Canadà i la reina del món. Forma part del moviment ciutadà sobirà, promotor de les teories anàrquiques de la pseudollei, i és la líder del moviment QAnon al Canadà.

## Primers anys de vida
Els detalls sobre els primers anys de la vida de Didulo no estan ben documentats, i es coneix poc sobre el seu coeficient intel·lectual o formació acadèmica. Didulo va emigrar de les Filipines al Canadà a una edat jove fa uns 30 anys. Afirma al seu lloc web que va emigrar quan tenia 15 anys, després de perdre els seus dos pares, i que va arribar per primera vegada als Estats Units amb el seu oncle.

## Vida adulta
Didulo va iniciar una sèrie de projectes empresarials sense èxit abans d'entrar en les fantasies de conspiració a Internt.
El personatge públic de Didulo va patir una sèrie de canvis ràpids des que va començar a publicar intervencions de vídeo el 2020: de líder d'un partit polític no registrat (Canada1st), a cap d'estat d'una república canadenca, fins a arribar a reina del Canadà amb connexions extraterrestres d'alt nivell. Va guanyar seguidors el 2021 després de ser avalada per personatges influents del moviment QAnon. Afirma que el seu poder està sostingut per una facció secreta dins de l'exèrcit nord-americà, una afirmació bastant comuna dins de l'imaginari de QAnon. Cap de les seves reclamacions ha estat reconeguda per part d'autoritats competents.
Didulo viu a la Colúmbia Britànica, però el 2022 va començar a viatjar a diverses regions del país amb un petit seguici de seguidors, rebent importants donacions per finançar la seva gira. Segons les persones que van viatjar amb ella, Didulo mostra un comportament autoritari i abusiu cap als membres del seu equip, i els experts adverteixen que això s'adapta a algunes de les marques d'una situació de culte. Alguns voluntaris que van renunciar, o simplement li van disgustar, van ser amenaçats de ser executats. Alguns dels seus antics seguidors es van organitzar en un grup que supervisa les seves activitats, advertint les comunitats a les quals viatja.

## Antivacunació i moviment ciutadà sobirà
A causa de les seves freqüents crides a l'acció violenta i la seva capacitat demostrada per incitar els seus seguidors a prendre accions concretes en nom seu, ha estat identificada com una de les personalitats influents de QAnon més perilloses al Canadà pels investigadors que segueixen el moviment.
Didulo va guanyar notorietat durant la pandèmia de la COVID-19 en exigir que es destruïssin totes les vacunes i promovent diverses teories de conspiració comunes a l'univers QAnon. En resposta a les seves exhortacions, alguns dels seus seguidors van expressar el desig d'atacar violentament els professionals de la salut i els funcionaris públics.
Didulo va emetre una sèrie del que ella anomena decrees (decrets), suposadament il·legalitzant diverses accions de governs i institucions financeres. Instant els seus seguidors a utilitzar documents pseudolegals amb un llenguatge desenvolupat pel moviment ciutadà sobirà per evitar pagar les factures i els deutes dels seus serveis públics, o per pressionar les empreses perquè abandonin les mesures de salut pública. Un gran nombre d'empreses, escoles i altres van rebre documents de "cessament i desistiment" i diversos creditors han pres accions legals contra els seus seguidors.
Didulo no ha estat adoptada universalment dins del moviment QAnon, i alguns influents adverteixen que podria ser una operativa del govern encarregada de desacreditar el moviment. Ella ha respost amenaçant els seus detractors amb l'execució. I així va arribar a voler-se unir a una protesta en comboi l'any 2022 a Ottawa, on es va trobar amb una reacció hostil quan va intentar cremar una bandera canadenca, fet que la va portar a denunciar els manifestants als quals volia unir-se.
El nombre estimat de persones que se subscriuen al compte de Telegram de Didulo varia, però el més habitual s'estableix en 60.000 o 70.000.

## Assumptes policials
El novembre de 2021, Didulo va ser detinguda breument per agents dels equips integrats d'aplicació de la seguretat nacional de la Royal Canadian Mounted Team i sotmesa a una avaluació psiquiàtrica després d'incitar els seus seguidors a "disparar per matar" els proveïdors d'atenció mèdica que vacunaven menors contra la COVID-19. Segons Didulo, l'RCMP també li va confiscar equips informàtics.
El 13 d'agost de 2022, un grup d'uns 30 seguidors de Didulo van intentar entrar a una comissaria de policia a Peterborough (Ontario), en un intent sotmetre els agents de policia en el que van qualificar com a arrest de Citizen. La mateixa Didulo no va participar i es va limitar a supervisar la manifestació des d'un vehicle aparcat a prop. Sense cap sorpresa, l'actuació de les forces militars que Didulo va dir que es farien càrrec dels agents de policia que pretenien capturar no es va materialitzar. I l'enfrontament amb els agents va provocar la detenció de sis manifestants. L'alcaldessa de Peterborough, Diane Therrien, es va veure involucrada en una polèmica menor amb l'ús de la frase "fuck off, fuckwads" a les xarxes socials, com a reacció a les accions del grup.